# Industrie vidéoludique

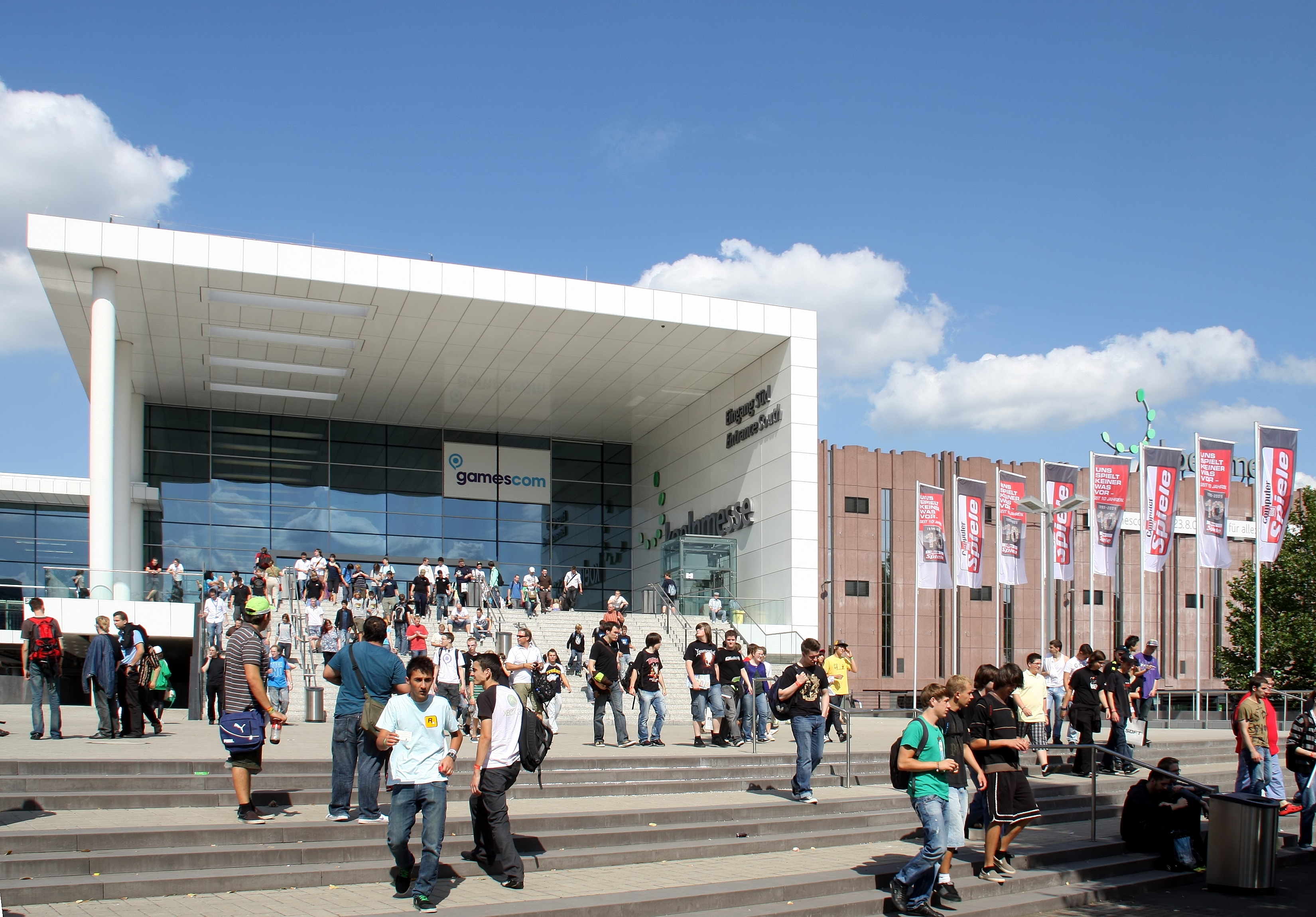
Cette image est a été prise lors de la Gamescom de 2009. La Gamescom est une convention concernent le domaine des jeux vidéos.

L'industrie vidéoludique est le secteur d'activité économique de la conception, la production et la commercialisation du jeu vidéo. Cette industrie compte une douzaine de disciplines dans son domaine ainsi que bon nombre d'emplois : par exemple, aux États-Unis, le jeu vidéo est directement responsable de 32 000 emplois en 2010.
Le revenu mondial du jeu vidéo est estimé à 81,5 milliards de dollars américains en 2014. Soit plus du double de celui du chiffre d'affaires de l'industrie cinématographique mondiale en 2013. En 2015, il est estimé à 91,5 milliards de dollars.
Les plus grandes nations selon les revenus estimés du jeu vidéo en 2016 sont la Chine (24,4 milliards de dollars), les États-Unis (23,5 milliards de dollars) et le Japon (12,4 milliards de dollars). Les plus importantes régions en 2015 sont l'Asie-Pacifique (43,1 milliards de dollars), l'Amérique du Nord (23,8 milliards de dollars), et l'Europe occidentale (15,6 milliards de dollars).

## Vue d'ensemble
Dans les années 1970, l'industrie vidéoludique est considérée comme une curiosité. Les industries des ordinateurs et des jeux vidéo s'agrandissent. Aux États-Unis, où l'industrie vidéoludique s’agrandit de façon phénoménale[non neutre], les revenus sont estimés à 9,5 milliards de dollars américains en 2007, 11,7 milliards en 2008, et 25,2 milliards en 2010 (rapports annuels de l'Entertainment Software Association).
Les ordinateurs évoluent dans l'innovation et la création de cette industrie : les cartes son, les cartes graphiques, les processeurs graphiques, les CD ROM, les lecteurs DVD-ROM, UNIX et les processeurs en sont la principale évolution notable.
La carte son, quant à elle, est développée dans le but d'améliorer la qualité audio des jeux vidéo et, plus tard, améliorée et utilisée par l'industrie audio pour audiophiles.

## Métiers
L'industrie embauche souvent comme d'autres entreprises « traditionnelles », mais certains métiers ont des compétences et un professionnalisme uniquement adaptés à l'industrie du jeu vidéo, comme les programmeurs, game designers, level designers, producteurs et testeurs de jeux. La plupart de ces professionnels sont employés par les développeurs ou éditeurs de jeux vidéo. Néanmoins, beaucoup d'amateurs produisent également des jeux et les vendent dans le commerce, souvent connu sous le nom de jeux indépendants.
Depuis les années 2000, les développeurs emploient des personnes ayant une certaine expérience au sein des communautés de modding.

## Historique
Le 18 octobre 1958, William Higinbotham, physicien nucléaire américain, crée Tennis for Two. Le jeu n'est pas commercialisé car il s'agit, au départ, d'une expérience.
Cependant, en 1982, le magazine Creative Computing déclare que c'est le tout premier jeu vidéo.

## Économie du jeu vidéo
Dès le début, les coûts de développement sont minimes et les jeux vidéo s'avèrent très rentables. Ceux développés par un seul programmeur ou par une petite équipe peuvent se vendre à des centaines de milliers d'exemplaires. Pour beaucoup de ces jeux, il ne faut que quelques mois pour les créer, et les développeurs peuvent sortir plusieurs titres chaque année. Ainsi, les éditeurs peuvent être généreux envers les programmeurs avec des avantages tels que des redevances sur les jeux vendus. De nombreux éditeurs commencent dans ce climat économique comme Origin Systems, Sierra Entertainment, Capcom, Activision et Electronic Arts.
Comme la puissance de calcul et les capacités graphiques augmentent rapidement, il en est de même pour la taille des équipes de développement qui doivent répondre à la complexité graphique et à une part de programmation toujours plus grande. Depuis la fin des années 1990, les budgets peuvent facilement atteindre des dizaines de millions de dollars pour les grands studios. La plupart des jeux AAA requièrent deux à trois ans pour être développés, augmentant encore la pression sur les budgets.
Pour pallier ce phénomène, certains développeurs n'hésitent pas à se tourner vers des modèles de distribution comme la distribution numérique afin de réduire les coûts.
Dans les années 2010, l'industrie du jeu vidéo a un impact majeur sur l'économie mondiale à travers les ventes des grandes enseignes et de la démocratisation du jeu vidéo sur mobile, notamment sur smartphone, dont le modèle économique repose en grande partie sur le freemium. Beaucoup de personnes plus ou moins célèbres bénéficient également de la réussite économique des jeux vidéo, notamment l'ancien président de Nintendo : Hiroshi Yamauchi, le troisième homme le plus riche du Japon.

## La place du joueur dans l'industrie vidéoludique
La frontière entre l'usage, la production et la consommation de jeux vidéo est de plus en plus poreuse. En effet, les communautés de joueurs sont de plus en plus sollicitées lorsqu'il s'agit de participer à la production d’œuvres vidéoludiques, cela bien souvent dans l'optique du loisir, du plaisir ou de la passion. Sur un modèle horizontal, ces logiques prennent racine sur des engagements contributifs, volontaires et sur une participation bénévole des joueurs, mais n'échappent pas pour autant à la captation de valeur de l’industrie vidéoludique.
Certains des jeux vidéo les plus joués dans les années 2000 puis 2010 peuvent-être à l'origine de mods développés par des communautés de joueurs, comme Counter-Strike ou League of Legends.
Les modèles d'affaires, soumis à une rude compétitivité et à une évolution du marché ont dû s'adapter à plusieurs changements, tels que la dématérialisation ou le piratage. Si bien que l'objectif de l'industrie vidéoludique est depuis les années 2000, à l'image de celle du logiciel auparavant, de rendre compatible l'ouverture informationnelle relative aux produits qu'elle développe avec une viabilité économique. Dans cette optique, l'intégration des communautés de joueurs accompagne les modèles d'affaires via, par exemple, la mise à disposition d'un modèle de base puis la création et la vente d'assets complémentaires (comme des éléments de personnalisation). La vente de ces assets nécessite une base de joueurs importante puisqu’ils sont généralement vendus à des prix très bas. Ainsi, l'avance technologique n'est plus aussi prioritaire, à l’inverse des rendements croissants induit par l'adoption de nouveaux joueurs. La valorisation de la communauté de joueurs peut alors être vue comme un moyen pour accroître la durée de vie du jeu.
Ainsi, l’industrie vidéoludique s'appuie sur des écosystèmes regroupant une diversité de pratiques et au sein desquels les joueurs exercent :
- Un travail d’expertise (statuts de VIP, de testeurs) par lequel ils gèrent entre autres les problèmes techniques, le reporting (en) lors des phases de test ou de la définition des règles du jeu.
- Un travail d'intermédiation via des communautés de blogueurs ou à travers les forums en centralisant par exemple les attentes relatives à l'évolution du projet.
- Un travail de diffusion avec les casters ou les vidéastes. Ils accroissent les effets de réseau.

### Le modèle des plateformes communautaires
L’industrie vidéoludique met par ailleurs en place des projets de plateformes communautaires. Ces plateformes web permettent aux joueurs, par des moyens variés (échanges, développement, feedbacks, etc) de contribuer au développement d'un jeu, parfois à partir de zéro. En se basant sur des méthodes qui ne sont pas sans rappeler des processus à l’œuvre dans le monde de l'open source, comme la divulgation de connaissances ou des interactions continues et répétées entre concepteurs et consommateurs (ce qui peut brouiller les pistes entre les statuts des uns et les autres).
Dans ces processus, la réputation semble occuper une place centrale dans les dynamiques de participation des joueurs tout en étant le principal « mode de rémunération (en) ». Le développement croisé du jeu entre joueurs et concepteurs pouvant en effet s'accompagner de systèmes de points, de niveaux. La production du jeu devenant à son tour un jeu. On parle alors de ludification (ou gamification). Pour appuyer ces dynamiques de contribution, la rhétorique de la passion peut également être convoquée par les concepteurs pour mieux contourner l'impression de travail du côté du joueur. Ainsi, ce modèle de plateformes communautaires valorise économiquement l'engagement des joueurs tout en le suscitant, le canalisant et l'orientant.

## L'industrie du jeu vidéo au Japon
L'industrie japonaise du jeu vidéo est commercialement différente des industries américaines et européennes.
En général, le jeu vidéo, dans le domaine du divertissement, possède une part de marché majoritaire au Japon. Le pays est à l'origine de bon nombre jeux vidéo à succès, telles que les séries Final Fantasy, Metal Gear et Mario.

### Arcade
Les jeux vidéo d'arcade sont très répandus au Japon, avec des espaces publics réservés uniquement pour eux.